# إيمايشان (مدينة)
إيمايشان (بالإنجليزية: Emeishan City)‏ هي مدينة على مستوى مقاطعة ‏ تقع في الصين في ليشان.

## المناخ
يظهر الجدول التالي التغييرات المناخية على مدار السنة لإيمايشان:
| البيانات المناخية لـإيمايشان                     | البيانات المناخية لـإيمايشان | البيانات المناخية لـإيمايشان | البيانات المناخية لـإيمايشان | البيانات المناخية لـإيمايشان | البيانات المناخية لـإيمايشان | البيانات المناخية لـإيمايشان | البيانات المناخية لـإيمايشان | البيانات المناخية لـإيمايشان | البيانات المناخية لـإيمايشان | البيانات المناخية لـإيمايشان | البيانات المناخية لـإيمايشان | البيانات المناخية لـإيمايشان | البيانات المناخية لـإيمايشان |
| الشهر                                            | يناير                        | فبراير                       | مارس                         | أبريل                        | مايو                         | يونيو                        | يوليو                        | أغسطس                        | سبتمبر                       | أكتوبر                       | نوفمبر                       | ديسمبر                       | المعدل السنوي                |
| ------------------------------------------------ | ---------------------------- | ---------------------------- | ---------------------------- | ---------------------------- | ---------------------------- | ---------------------------- | ---------------------------- | ---------------------------- | ---------------------------- | ---------------------------- | ---------------------------- | ---------------------------- | ---------------------------- |
| الدرجة القصوى °م (°ف)                            | 19.1 (66.4)                  | 23.4 (74.1)                  | 31.3 (88.3)                  | 33.4 (92.1)                  | 35.9 (96.6)                  | 36.1 (97.0)                  | 37.8 (100.0)                 | 39.3 (102.7)                 | 36.5 (97.7)                  | 29.4 (84.9)                  | 25.2 (77.4)                  | 19.5 (67.1)                  | 39.3 (102.7)                 |
| متوسط درجة الحرارة الكبرى °م (°ف)                | 9.8 (49.6)                   | 12.2 (54.0)                  | 16.8 (62.2)                  | 22.4 (72.3)                  | 26.7 (80.1)                  | 28.5 (83.3)                  | 30.6 (87.1)                  | 30.2 (86.4)                  | 26.1 (79.0)                  | 21.0 (69.8)                  | 16.5 (61.7)                  | 11.0 (51.8)                  | 21.0 (69.8)                  |
| المتوسط اليومي °م (°ف)                           | 7.1 (44.8)                   | 9.2 (48.6)                   | 13.0 (55.4)                  | 18.0 (64.4)                  | 22.1 (71.8)                  | 24.3 (75.7)                  | 26.3 (79.3)                  | 25.7 (78.3)                  | 22.4 (72.3)                  | 17.9 (64.2)                  | 13.6 (56.5)                  | 8.5 (47.3)                   | 17.3 (63.2)                  |
| متوسط درجة الحرارة الصغرى °م (°ف)                | 5.1 (41.2)                   | 7.0 (44.6)                   | 10.1 (50.2)                  | 14.6 (58.3)                  | 18.6 (65.5)                  | 21.1 (70.0)                  | 23.0 (73.4)                  | 22.6 (72.7)                  | 19.8 (67.6)                  | 15.8 (60.4)                  | 11.6 (52.9)                  | 6.7 (44.1)                   | 14.7 (58.4)                  |
| أدنى درجة حرارة °م (°ف)                          | −1.5 (29.3)                  | −0.3 (31.5)                  | 0.2 (32.4)                   | 6.2 (43.2)                   | 10.3 (50.5)                  | 15.1 (59.2)                  | 18.2 (64.8)                  | 16.6 (61.9)                  | 13.6 (56.5)                  | 5.0 (41.0)                   | 2.6 (36.7)                   | −2.0 (28.4)                  | −2.0 (28.4)                  |
| الهطول مم (إنش)                                  | 17.8 (0.70)                  | 24.9 (0.98)                  | 42.1 (1.66)                  | 93.5 (3.68)                  | 115.3 (4.54)                 | 164.8 (6.49)                 | 308.3 (12.14)                | 368.9 (14.52)                | 165.8 (6.53)                 | 64.1 (2.52)                  | 38.0 (1.50)                  | 15.0 (0.59)                  | 1٬418٫5 (55.85)              |
| متوسط الرطوبة النسبية (%)                        | 82                           | 80                           | 77                           | 74                           | 71                           | 76                           | 79                           | 80                           | 81                           | 82                           | 81                           | 83                           | 79                           |
| المصدر: China Meteorological Data Service Center |                              |                              |                              |                              |                              |                              |                              |                              |                              |                              |                              |                              |                              |